# Storsteinhalvøya
Storsteinhalvøya is een schiereiland in het westen op het eiland Nordaustlandet, dat deel uitmaakt van de Noorse eilandengroep Spitsbergen. Het schiereiland is onderdeel van Gustav-V-land en zit aan de rest van dit land vast aan de zuidoostzijde van het schiereiland.
Het schiereiland wordt aan de noordoostzijde begrensd door het Lady Franklinfjorden en in het zuidwesten door het Murchisonfjorden.
Het schiereiland is vernoemd naar grote stenen.